# Celldweller
A Celldweller amerikai egyszemélyes zenei projekt New York Cityből. Egyetlen tagja Klayton. A Celldweller dalai több filmben, filmelőzetesben, tévéműsorban és videojátékban megjelentek. Elektronikus rockot, indusztriális rockot, indusztriális metalt és trance-et játszik.

## Története
A Celldweller név az anyja által adott becenévből származik. Anyja ugyanis "cellar dweller"-nek (kb. "pincelakó") hívta, ugyanis az összes zenéjét a szülei alagsorában készítette. Klayton-nak már volt egy indusztriális metal együttese a kilencvenes években, a Circle of Dust. Miután ez feloszlott, kiadott egy válogatáslemezt, amely ennek az együttesnek a kiadatlan dalait tartalmazza, illetve Criss Angel illuzionistával alkotott új, Angeldust nevű projektet, amellyel szintén kiadott egy albumot. Klayton 1998/1999 környékén kezdett dalokat szerezni a Celldweller projekthez, és kiadott egy limitált kiadású EP-t és két kislemezt is. Klayton és Criss Angel útjai 2000-ben elváltak, így a Celldweller projektre koncentrált. Első nagylemeze 2003-ban jelent meg. Ez a lemez hét díjat nyert a 2004-es Just Plain Folks Music Awards-on. A 2005-ös Radio-Active-Music Awards díjátadón elnyerte a Legjobb Férfi Énekes díjat is, 2017-ben pedig elnyerte az Év Videojáték Zenéje díjat is.
A Celldweller 2012-es albuma a 23. helyet szerezte meg a Billboard listáján. A 2014-es "End of an Empire (Chapter 01: Time)" című dal a 32. helyre került, míg a 2017-es Offworld album a 17. helyet szerezte meg.

## Diszkográfia
- Celldweller (2003)
- Wish Upon a Blackstar (2012)
- End of an Empire (2015)
- Offworld (2017)
- Satellites (2021)

Soundtrack for the Voices in My Head sorozat
- Soundtrack for the Voices in My Head Vol. 01 (2008)
- Soundtrack for the Voices in My Head Vol. 02 (2010–2012)
- Soundtrack for the Voices in My Head Vol. 03 (2013–2016)

## Együttese tagjai
- Klayton – ének, szintetizátor, gitár, basszusgitár, ütős hangszerek, dob, DJ (1999–)

### Korábbi koncertzenészek
- Bret Autrey (Blue Stahli) – vokál, szintetizátor, gitár, basszusgitár, ütős hangszerek (2010–2013)
- Dale Van Norman – gitár, billentyűk, ütős hangszerek, vokál (2003–2005)
- Kemikal – basszusgitár, billentyűk, ütős hangszerek, vokál (2003–2005)
- Cais – akusztikus és elektronikus dob, ütős hangszerek (2003–2005)
- Kenny James – akusztikus és elektronikus dob, ütős hangszerek (2003–2005)
- Del Cheetah – gitár, billentyűk, vokál (2003–2005)
- Chris Cross (Tweety) – gitár, billentyűk (2003–2005)